# Space Chimps 2: Zartog Strikes Back
Space Chimps 2: Zartog Contraataca (también conocido como Space Chimps: 3D Zartog's Revenge o Monos espaciales 2) es una película de animación 2010 la comedia y la secuela de la película de 2008 Los chimpancés del espacio. La película fue estrenada el 21 de mayo de 2010 en el Reino Unido y saldrá a la venta directa en DVD el 28 de septiembre de 2010 en los Estados Unidos. La película fue dirigida y producida por John H. Williams, escrita por Rob Moreland, con la animación por Vanguard animation y estudios Prana.

## Sinopsis
En Space Chimps 2 Cometa sigue a techno, quien quiere ser considerado como un verdadero astronauta. Cometa viaja al Planeta Malgor donde se hace amigo del alien Kilowatt, y vive así su última fantasía. Sin embargo, Cometa tiene que probarse a sí mismo cuando el temido gobernante alien Zartog sabotea la Misión. Cometa debe mostrar que tiene los conocimientos adecuados, y unirse a los chimpancés Ham compañeros, Luna y Titán, para salvar el día. La película original vio un grupo de chimpancés de recursos lanzada al espacio exterior en una misión vital - ahora la aventura continúa en 3D.

## Elenco
- Andy Samberg - III Ham
- Cheryl Hines - Luna
- Patrick Warburton - Titan
- Zack Shada - Cometa
- Stanley Tucci - El Senador
- Laura Bailey - Kilowatt